# Euphaedra (Euphaedrana) vetusta
Euphaedra (Euphaedrana) vetusta es una especie de  Lepidoptera, de la familia Nymphalidae,  subfamilia Limenitidinae, tribu Adoliadini, pertenece al género Euphaedra, subgénero (Euphaedrana).

## Localización
Esta especie de Lepidoptera se encuentra distribuida en la costa noroeste de África. 